# Championnat de Tanzanie de football 2006
Navigation
Édition précédente Édition suivante
La saison 2006 du championnat de Tanzanie est la 42e édition du Championnat de Tanzanie de football. Le championnat oppose seize clubs tanzaniens.

## Qualifications
Le champion se qualifie pour la Ligue des champions de la CAF, le dauphin pour la Coupe de la confédération.

## Équipes

### Participants et locations
Légende des couleurs
- Tour préliminaire de la Ligue des champions 2006
- Tour préliminaire de la Coupe de la confédération 2006
- Promu de Division 1

| Club              | Ville         |
| ----------------- | ------------- |
| Arusha FC         | Arusha        |
| Ashanti United    | Dar es Salaam |
| Bandari Mtwara    | Mtwara        |
| JKT Ruvu Stars    | Dodoma        |
| Kagera Sugar      | Bukoba        |
| Kahama United     | Shinyanga     |
| Moro United       | Morogoro      |
| Mtibwa Sugar      | Turiani       |
| Pan African       | Dar es Salaam |
| Polisi Dodoma     | Dodoma        |
| Polisi Morogoro   | Morogoro      |
| Prisons SC        | Mbeya         |
| Ruvu Shooting     | Coast         |
| Simba SC          | Dar es Salaam |
| Transit Camp FC   | Tanga         |
| Young Africans FC | Dar es Salaam |

## Compétition

### Classement
Le classement est établi sur le barème de points classique (victoire à 3 points, match nul à 1, défaite à 0).
Pour départager les égalités, on tient d'abord compte de la différence de buts générale, puis du nombre de buts marqués, puis des confrontations directes.
| Rang | Équipe            | Pts | J  | G  | N  | P  | Bp | Bc | Diff |
| ---- | ----------------- | --- | -- | -- | -- | -- | -- | -- | ---- |
| 1    | Young Africans T  | 70  | 30 | 21 | 7  | 2  | 53 | 17 | +36  |
| 2    | Simba SC          | 62  | 30 | 17 | 11 | 2  | 53 | 20 | +33  |
| 3    | Mtibwa Sugar      | 58  | 30 | 17 | 7  | 6  | 58 | 29 | +29  |
| 4    | Kagera Sugar      | 50  | 30 | 14 | 8  | 8  | 33 | 20 | +13  |
| 5    | Moro United       | 44  | 30 | 12 | 8  | 10 | 37 | 34 | +3   |
| 6    | Prisons SC        | 42  | 30 | 10 | 12 | 7  | 32 | 35 | -3   |
| 7    | Polisi Morogoro P | 37  | 30 | 8  | 13 | 9  | 33 | 36 | -3   |
| 8    | Ruvu Shooting P   | 37  | 30 | 10 | 7  | 13 | 29 | 43 | -14  |
| 9    | Ashanti United    | 35  | 30 | 9  | 8  | 13 | 34 | 38 | -4   |
| 10   | Pan African       | 35  | 30 | 9  | 8  | 13 | 38 | 43 | -5   |
| 11   | Arusha FC         | 34  | 30 | 10 | 4  | 16 | 30 | 36 | -6   |
| 12   | JKT Ruvu Stars    | 33  | 30 | 8  | 9  | 13 | 27 | 31 | -4   |
| 13   | Polisi Dodoma     | 33  | 30 | 8  | 9  | 13 | 28 | 33 | -5   |
| 14   | Kahama United     | 33  | 30 | 9  | 6  | 15 | 33 | 51 | -18  |
| 15   | Bandari Mtwara    | 30  | 30 | 6  | 12 | 13 | 31 | 52 | -21  |
| 16   | Transit Camp FC   | 20  | 30 | 5  | 5  | 20 | 21 | 48 | -27  |

Qualifications
Ligue des champions 2007
- 1er : tour préliminaire

Coupe de la confédération 2007
- 2e  : tour préliminaire

Relégation
- 14e, 15e et 16e : relégation en Division 1

Abréviations
T : Tenant du titre

P : Promus de Division 1